# Festetics Julianna
Tolnai gróf Festetics Julianna Mária Anna Katalina (Jablonca, 1753. október 30. – Bécs, 1824. január 20.) gróf Széchenyi István édesanyja, a Magyar Nemzeti Múzeum ásványtárának megalapítója.

## Élete

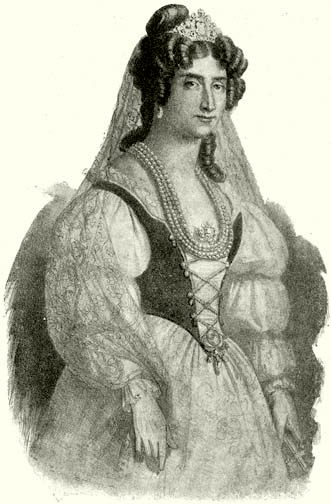
Gróf tolnai Festetics Julianna (1753-1824), gróf Széchenyi Ferencné

A magyar főnemesi tolnai gróf Festetics család sarja. Atyja, tolnai gróf Festetics Pál (Ság, 1722. december 7.–Pozsony, 1782. április 7.), anyja nagybossányi gróf Bossányi Julianna (Jablonca, 1734. február 9.–1805) asszony volt. Keresztszülei, a nagyapja, gróf Festetics Kristóf, és ozori és kohanóci Ottlik Julianna, Korláthkeöy László özvegye voltak. Festetics Julianna öccse, gróf Festetics György, a keszthelyi Georgikon alapítója volt.

### Első házassága
1772. szeptember 28-án férjhez ment gróf Széchényi Józsefhez (Fertőszéplak, 1751. január 12.–Sopron, 1774. november 30.), gróf Széchényi Zsigmond (Sopron, 1720. december 21.–Fertőszéplak, 1769. október 19.) és Cziráky Mária grófnő (1724. szeptember 1.–Sopron, 1787. november 7.) fiához, de már 1774. november 30-án özvegyen maradt. A házasságból nem születtek gyermekek.

### Második házassága
Gróf Széchényi József halála után három évvel, 1777. augusztus 17-én pápai engedéllyel annak öccséhez, gróf Széchényi Ferenchez (Fertőszéplak, 1754. április 28.–Bécs, 1820. december 13.) ment feleségül. A házasságból hat gyermek született, közülük három fiú- és két leánygyermek érte meg a felnőttkort:
- György Mária János (Horpács, 1778. május 26.–Horpács, 1778. december 23.)
- Lajos Mária Alajos Dániel Ignác (Horpács, 1781. november 6.–Bécs, 1855. február 7.)
- Franciska Karolina (Cenk, 1783. november 4.–Pinkafő, 1861. október 10.)
- Zsófia (Bécs, 1788. október 25.–Bécs, 1865. április 19.)
- Pál (1789. november 10.–Sopron, 1871. március 30.)
- István (Bécs, 1791. szeptember 21.–Döbling, 1860. április 8.)

### Tudománymecénási tevékenysége
Az életrajzi források szerint a tudományok területén nagyon tájékozott volt.  Kitűnő volt német, francia, olasz és angol nyelvtudása, és sokat olvasta férje soproni, horpácsi, cenki, bécsi, valamint öccse, Festetics György hatalmas keszthelyi könyvtárának könyveit.
Természettudományos érdeklődése elsősorban az ásványokra irányult. Valószínűleg férjének közeli ismerősétől, a mineralógus, geológus Born Ignáctól kaphatott indíttatást egy gyűjtemény összeállításához vagy megvásárlásához.
A kortársak tudományos szempontból kifogástalanul rendezett anyagnak írják le a gyűjteményt, amely ritka magyarországi ásványokat, korszerű kristály-rendszertani elvek alapján rendszerezett kristályokat és mindezeket kiegészítő ásványtani szakirodalmat, tematikus könyvgyűjteményt tartalmazott. A kollekció része volt továbbá Bethlen Gábor smaragd pecsétgyűrűje is.
További érdekesség, hogy a gyűjtemény rendszerezésének alapjául szolgáló kristálytani kézikönyvet, Karl Bekkerhinn és Christian Kramp Kristallographie des Mineralreichs című 1793-as munkáját kifejezetten Festetics Juliannának ajánlották szerzői, tehát a grófnő valószínűleg anyagilag is támogatta a könyv megjelenését.
Amikor Széchényi Ferenc 1802-ben megalapította a Magyar Nemzeti Múzeum elődjét, 1803-ban Festetics Julianna is felajánlotta ásványgyűjteményét. Ez lett a „Természetiek és Kézműtaniak Tára” (Camera Naturae et Artis Productorum), amely – később a gyűjteménybe került növényekkel, állatokkal és ősmaradványokkal kiegészülve – 1826-ra már közel 25 000 tárgyat tartott nyilván.
Ez a gyűjtemény lett később a Magyar Természettudományi Múzeum alapja. Festetics Julianna eredeti gyűjteményének darabjai ma már nem azonosíthatók. Az anyag zöme az 1956-os forradalom alatt odaveszett egy szovjet lövedéktalálatot követő tűzvészben.

## Halála
Gróf Széchényi Ferenc 1820. december 13-án Bécsben meghalt. Az özvegyen maradt Festetics Julianna grófnő ezután visszavonultan élt, főleg Bécsben tartózkodott. Itt érte a halál három évvel később, 1824. január 20-án. Férje mellett temették el Nagycenken, a családi sírboltban.

## Külső hivatkozások
- Festetics család
- Festetics Julianna grófnő